# Александър Архипенко
Александър Порфирович Архипенко (на украински: Олександр Порфирович Архипенко) е украинско-американски авангарден художник, скулптор и график, активен във Франция и Съединените щати. Той е един от първите, които прилагат принципите на кубизма в архитектурата, анализирайки човешката фигура в геометрични форми.

## Биография
Александър Архипенко е роден в Киев, Руска империя (дн. Украйна) през 1887 г. в семейството на Порфирий Антонович Архипенко и Поросковия Василевна Махова Архипенко; има по-голям брат – Евгений.
От 1902 до 1905 г. посещава Киевското художествено училище. През 1906 г. продължава образованието си по изкуства при Сергей Светославски, а по-късно същата година прави изложба с Александър Богомазов. След това се премества в Москва, където има шанс да изложи работата си в някои групови изложби.
Архипенко се мести в Париж през 1908 г. и бързо се записва в Школата по изящни изкуства (École des Beaux-Arts), което напуска след няколко седмици. Той е резидент в колонията на художника Ла Рюш, сред украински художници емигранти: Владимир Баранов-Росин, Соня Делоне-Терк и Натан Алтман. След 1910 г. прави изложби в Salon des Indépendants, Salon d'Automne заедно с Александра Екстер, Казимир Малевич, Вадим Мелер, Соня Делоне-Терк, Жорж Брак, Андре Дерен и др.
През 1912 г. Архипенко прави първата си самостоятелна изложба в музея „Фолкванг“ в Хаген в Германия, а от 1912 до 1914 г. преподава в собственото си художествено училище в Париж.
През 1923 г. Архипенко емигрира в САЩ.

## Принос към изкуството
Архипенко, заедно с френско-унгарския скулптор Йозеф Чаки, прави първите публични изложби на кубистично изкуство в Париж в Salon des Indépendants и Salon d'Automne, съответно през 1910 и 1911 г. Двамата творци са първите след Пикасо, които използват кубистичния стил в три измерения. Архипенко се отклонява от неокласическата скулптура на своето време, използвайки фасетирани равнини и негативно пространство, за да създаде нов начин за гледане на човешката фигура, показвайки няколко изгледа на обекта едновременно. Той е известен с въвеждането на скулптурни празнини и с изобретателното си смесване на жанрове през цялата си кариера: разработване на „скулпто-картини“ и по-късно експериментиране с материали като прозрачен акрил и теракота. Вдъхновен от творбите на Пикасо и Брак, той също така получава признание за представянето пред по-широка публика на колажа като произведение на изкуството, чрез своята серия Medrano.
Скулпторката Ан Уивър Нортън чиракува при Архипенко в продължение на няколко години.

## Галерия
- „Жена, която сресва косата си“, 1914 г., бронз, Израелски музей,Йерусалим
- „Портал“, 1950 г., боядисана стомана, Университет на Мисури – Канзас Сити.
- „Цар Соломон“, в кампуса на Пенсилванския университет
- Гробът на Александър Архипенко в гробището Уудлоун, Бронкс, Ню Йорк
- „Савската царица“, 1961 г., в градината на скулптурите на Линден